# Analiza fundamentală
Analiza fundamentală constituie un studiu al raportărilor financiare, al managementului și poziției pe piață a unei companii sau al indicatorilor economici ai unei țări sau regiuni.
În esență, Analiza Fundamentală reprezintă analiza factorilor reali (denumiți fundamentali) care influențează prețul unui instrument financiar. 
De exemplu, în cazul analizei fundamentale a valutelor, se analizează evoluțiile indicatorilor macroeconomici ai țărilor (PIB, Șomaj, producție industrială, nivel datorie, dobândă de referință, etc...) cu scopul de a identifica un posibil nivel corect al perechei valutare analizate. 
În cazul Indicilor bursieri, al acțiunilor sau al obligațiunilor, se analizează situația bilanțieră a societății în cauză (profit, active, cifra de afaceri, datorie, etc) pentru a se vedea un preț corect sau riscul asociat.
În cazul derivatelor financiare pe materii prime (aur, petrol, gaze naturale, etc..), analiza fundamentală studiază evoluția cererii și a principalilor cumpărători, evoluția proiectelor de exploatare sau diferite politici macroeconomice. 
În general, analiza fundamentală este de două tipuri: comparativă sau model economic. Analiza fundamentală comparativă se concentrează în a compara entitatea analizată cu alte entități similare (dacă este cazul) și încearcă să obțină concluzii strict din aceste comparații. Analiza fundamentală tip model economic încearcă să realizeze un model matematic care să țină cont de indicatorii economici analizați în încercarea de a stabili un "preț corect" al instrumentului analizat.

## Alte resurse
http://www.investopedia.com/
http://www.admiralmarkets.ro/education/faq/general-faq%5Bnefuncțională+–+%5D
Analiza fundamentala